# Rob Kardashian
Robert Arthur Kardashian, detto Rob (Los Angeles, 17 marzo 1987) è un personaggio televisivo e manager statunitense.
È conosciuto grazie ai reality show Al passo con i Kardashian in onda su E!. È il fratello minore di Kourtney Kardashian, Kim Kardashian, Khloé Kardashian e il fratello maggiore di Kendall Jenner e Kylie Jenner

## Biografia
Rob, figlio di Robert Kardashian e di Kris Jenner, ha tre sorelle maggiori: Kourtney, Kim e Khloé. I suoi genitori divorziano nel 1991, e la madre Kris si risposa con Bruce Jenner nel 1991. Da questo matrimonio nascono Kendall Jenner e Kylie Jenner.
Rob è stato fidanzato con Adrienne Bailon dal 2007 al 2009. Nel 2012 ha frequentato la cantante Rita Ora. Ha poi iniziato una relazione nel gennaio 2016 con la modella Blac Chyna, dalla quale ha avuto una figlia, Dream Renée Kardashian (nata il 10 novembre 2016). Si è separato da Blac Chyna pochi mesi dopo la nascita di Dream.

## Carriera
Kardashian è stato uno dei giudici finali di Miss USA 2012. Nel 2012, Kardashian ha partecipato allo show di Fox The Choice. Sempre nel 2012, Rob ha lanciato la sua linea di calze intitolata Arthur George.
Insieme alla modella Blac Chyna è stato il protagonista della serie Rob & Chyna, trasmessa in anteprima l'11 settembre 2016 sul canale via cavo E!.

## Dancing with the Stars(Ballando con le Stelle)
Nel 2011 Rob ha partecipato alla 13ª edizione del programma Dancing with the Stars (Ballando con le stelle). Ha ballato con Cheryl Burke, piazzandosi al secondo posto.
| Settimana | Ballo/Canzone                           | Punteggio dei giudici (Inaba-Goodman-Tonioli) | Risultati              |
| --------- | --------------------------------------- | --------------------------------------------- | ---------------------- |
| numero 1  | Valzer viennese/"Lake Michigan"         | 6-5-5                                         | Salvi                  |
| numero 2  | Jive/"Surfin Safari"                    | 7-7-7                                         | Salvi                  |
| numero 3  | Foxtrot/"Fly me to the Moon"            | 8-8-8                                         | Salvi                  |
| numero 4  | Paso Doble/"Theme from Superman"        | 8-8-8                                         | Ultimi ad essere salvi |
| numero 5  | Rumba/"Hello"                           | 9-8-8                                         | Salvi                  |
| numero 6  | Cha-Cha-Cha/"Walk like a Man"           | 8-7-7                                         | Salvi                  |
| numero 7  | Tango/"Theme from The Addams Family"    | 9-8-8                                         | Salvi                  |
| numero 7  | Team Paso Doble/"Bring me to Life"      | 9-8-8                                         | Salvi                  |
| numero 8  | Quickstep/"Take on Me"                  | 9-9-9                                         | Ultimi ad essere salvi |
| numero 8  | Jive/"Maneater"                         | 8-8-8                                         | Ultimi ad essere salvi |
| numero 9  | Samba/"I go to Rio"                     | 10-9-9                                        | Salvi                  |
| numero 9  | Tango argentino/"Libertango"            | 9-9-9                                         | Salvi                  |
| numero 9  | Cha-Cha-Cha Realy/"I like how it Feels" | Premiati-10-Punti                             | Salvi                  |
| numero 10 | Valzer/"It is you (I have Loved)        | 9-9-9                                         | Finali                 |
| #10       | Freestyle/"Minnie the Moocher"          | 10-10-10                                      | Finali                 |
| numero 10 | Foxtrot/"Fly me to the Moon"            | Premiati-26-Punti                             | Finali                 |
| numero 10 | Samba/"Shake your Bon-Bon"              | 10-10-10                                      | Finali                 |